# Oceanskib
 For alternative betydninger, se Liner.
 For alternative betydninger, se Superliner.
Et oceanskib eller oceanliner er et skib, der sejler i fast rutefart typisk over et ocean (f.eks. mellem England og New York).
En superliner er et oceanskib på over 10.000 tons.
Fra den sidste halvdel af 1800-tallet fik oceanlinerne stor betydning som transport mellem Europa og Nord- og Sydamerika. Emigrationen fra Europa til Amerika foregik ved hjælp af oceanlinere og en række rederier blomstrede op i perioden, herunder de tyske Hamburg-Amerika Linie og Norddeutscher Lloyd, det britisk/amerikanske Cunard Line og det belgisk/amerikanske Red Star Line. I takt med, at flyvemaskinerne blev større, mere pålidelige og billigere, mindskedes oceanlinernes betydning for persontrafikken.
Siden 2008, hvor Queen Elizabeth 2 blev pensioneret, har Queen Mary 2 været verdens eneste oceanliner.

## Eksterne links
- Wikimedia Commons har flere filer relateret til Oceanskib